# HDI-Arena
HDI-Arena er et fodboldstadion i den tyske by Hannover og er til daglig hjemmebane for Hannover 96. Stadion har en kapacitet på 48.933 og der blev under VM i fodbold 2006 bl.a. lagt græs til en ottendedelsfinale.